# Зуунехараа
Зуунехараа (монг. Зүүнхараа) — селище міського типу, центр сомону Мандал в аймаку Селенге Монголії. Важлива станція на Трансмонгольській залізниці. Місто розташовано на березі річки Хараа-Гол

## Статус
До адміністративної реформи Зуунехараа мала статус міста, однак внаслідок реформи отримала статус селища міського типу, при цьому зберігаючи назву місто. Зуунехараа є адміністративним центром найбільшої адміністративної одиниці аймаку Селенге — сомону Мандал з населенням 24 678 чоловік.

## Населення
Станом на 2004 рік населення селища складало 15 тисяч людей, за переписом 2010 року 18 тисяч, населення зростає швидкими темпами. Мешканці центру живуть в 5-ти та 9-ти поверхових будинках, однак значна частина мешканців живе в юртах на околицях.

## Адміністративний поділ
Зуунехараа складається з трьох мікрорайонів монг. Төмөр зам — 6052 мешканця, монг. Ширхэнцэг — 5209 мешканців, монг. Баянсуудал — 6741 мешканець. Із півдня Зуунехараа з'єднаний мостом та асфальтованою дорогою з селищем Херх, де населення складає 3075 чоловік, фактично є передмістям Зуунехараа.

## Історія
Зуунехараа було збудовано з допомогою СРСР. До 1990 року мала статус міста, з 1990 — селище міського типу.

## Економіка та транспорт
Через селище проходить дорога, яка з'єднує його зі столицею Монголії Улан-Батором. Також біля міста розташована станція Трансмонгольської залізниці. Є великий горілчаний завод «Спирт бал бурам ХК» — найбільший в Монголії. Його торгова марка «Хараа» названа на честь річки, на якій розташовано селище є однією з найпопулярніших в Монголії. Понад половина мешканців зайняті сільським господарством, здебільшого розведенням худоби.